# 2011 MD

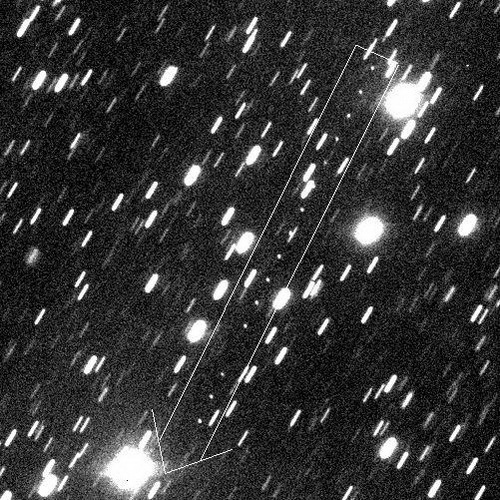
موقع 2011 ام دي في 26 يونيو 2011

1. الاسم : 2011 ام دي. بالأنكليزية : 2011 MD
2. النوع : كويكب.
3. القطر : من 5 إلى 20 متر.
4. الجهة المكتشفة : ناسا الولايات المتحدة.
5. تاريخ آخر مرور بجانب الأرض : 2005.
6. البعد عن الأرض في أقرب نقطة : 7500 ميل أرشيف وكالف الفضاء الدولية ناسا.

## الإكتشاف وإعلان مرور الكويكب قرب الأرض
أعلن مختبر الدفع النفاث التابع لإدارة الطيران والفضاء الأميركية ناسا أن كويكبا في حجم شاحنة لجمع القمامة مر بسلام فوق المحيط الأطلسي على بعد 7500 ميل من الأرض.
وأشار إلى أن دخول كويكب في حجم (2011 ام دي) إلى الغلاف الجوي للأرض من المرجح أن يحترق دون أن يسبب أي ضرر للكوكب.
وقال المتحدث باسم المختبر إن الصخرة الفضائية التي يبلغ قطرها من 5 إلى 20 مترا اتبعت الطريق نفسه القريب من الأرض الذي توقعه العلماء في وقت سابق لتدور حول كوكب الأرض في مسار منحن.
وكان هذا الاقتراب البالغ نحو 7500 ميل الأقرب إلى كوكب الأرض وأبعد 30 ضعفا عن محطة الفضاء الدولية التي تدور حول الكوكب على مسافة 250 ميلا.